# Dragmo
Dragmo (en griego, Δράγμος) es el nombre de una antigua ciudad griega de Creta.
Se conserva una inscripción de Itano donde figuran los límites entre Itano y Dragmo de donde se deduce que el territorio de Dragmo había sido absorbido por la ciudad de Preso. El terminus post quem de la absorción se sitúa hacia los años 270-260 a. C.
Es mencionada también por Esteban de Bizancio.
Se ha sugerido que debió localizarse en la actual Kutsulopetres o en Epano Zakro.